# Новоолександрівка (П'ятихатський район)
Новоолександрівка — колишнє село в Україні, П'ятихатському районі Дніпропетровської області. Зняте з обліку 18 квітня 1995 року.
Знаходилося за 3 кілометри від правого берега річки Жовта та за 2,5 км від села Жовте — адміністративного центру Жовтянської сільради. Поруч залізниця — до платформи «Жовта» 2,5 кілометри.